# Salisbury (Contea di Somerset, Pennsylvania)
Salisbury è un comune (borough) degli Stati Uniti d'America, situato nello stato della Pennsylvania, nella contea di Somerset.